# Thomas Dreesen
Thomas Dreesen (Bree, 7 februari 1988) is een voormalig Belgische basketballer.

## Carrière

### Als speler
Dreesen speelde in de jeugd van Bree BBC, Hasselt BT en Cuva Houthalen voordat hij zich aansloot bij de Antwerp Giants. Hij speelde twee seizoenen bij de Giants maar kwam zelden aan spelen toe maar won in 2007 toch de beker. In het seizoen 2007/08 speelde hij voor het Duitse Hertener Löwen in de derde klasse. Het volgende seizoen zet hij een stap vooruit bij Phoenix Hagen uit de tweede klasse, in zijn eerste seizoen promoveren ze direct en ook het volgende seizoen speelt hij nog voor Hagen maar komt niet verder dan enkele invalbeurten.
Hij tekent in januari 2010 bij Kangoeroes Boom waarbij hij speelt in de tweede klasse, in april 2010 raakte bekend dat hij het volgende seizoen naar Optima Gent trok. Niet veel later loopt hij een zware blessure op en wordt hij opgevist door tweedeklasser KBBC Zolder. Hij speelde het voorseizoen bij het Oostenrijkse Güssing Knights en speelde de rest van het seizoen bij het Luxemburgse Sparta Bertrange werd hij landskampioen in 2012. In 2012 tekent hij bij Okapi Aalstar en blijft bij hen spelen tot seizoenseinde van 2014/15. Het daarop volgende seizoen brengt hij door bij Leuven Bears. Voor het seizoen 2015/16 trekt hij naar Nederland bij BS Weert, na een seizoen beëindigde hij daar zijn profcarrière. Hij speelde tussen 2016 en 2022 bij zijn jeugdclub Bree Basket op een lagere niveau. 

### Als coach
In het seizoen 2018 ging Dreesen als coach aan de slag binnen Bree Basket. Vanaf het seizoen 2019/20 werd hij U14 coach bij Bree. Vanaf het seizoen 2021 ging hij aan de slag als hoofd van de jeugdafdeling van Limburg United. In de zomer van 2023 ging hij aan de slag als hoofdcoach van de jeugdopleiding van BC Oostende. Naast hoofdcoach van de U21 was hij ook actief als hoofdcoach van de tweede ploeg. Hij werd voor de start van het seizoen 2024/25 ook assistent-coach bij Oostende. Hij verlengde in februari 2025 er zijn contract voor twee seizoenen.

## Erelijst

### Als Speler
- Luxemburgs landskampioen: 2012
- Belgisch bekerwinnaar: 2007

### Als coach
- Belgisch landskampioen U21: 2024
- Vlaams berkerwinnaar U21: 2024